# Словакия на летних Олимпийских играх 2016
Словакия на летних Олимпийских играх 2016 года была представлена в одиннадцати видах спорта.

## Медали
| Золото  |                                              |                                                               |            |
| №       | Спортсмены                                   | Вид спорта (дисциплина)                                       | Дата       |
| 1       | Ладислав Шкантар Петер Шкантар               | Гребля на байдарках и каноэ (гребной слалом, C-2, мужчины)    | 11 августа |
| 2       | Матей Тот                                    | Лёгкая атлетика (спортивная ходьба на 50 километров, мужчины) | 19 августа |
| Серебро |                                              |                                                               |            |
| №       | Спортсмены                                   | Вид спорта (дисциплина)                                       | Дата       |
| 1       | Матей Беньюш                                 | Гребля на байдарках и каноэ (гребной слалом, C-1, мужчины)    | 9 августа  |
| 2       | Денис Мишак Эрик Влчек Юрай Тарр Тибор Линка | Гребля на байдарках и каноэ (K-4, 1000 метров, мужчины)       | 20 августа |

## Состав сборной
Велоспорт
 Шоссейный велоспорт
1. Патрик Тyбор

 Маунтинбайк
1. Петер Саган

Гребля на байдарках и каноэ
 Гребля на гладкой воде
1. Эрик Влчек
2. Петер Гелле
3. Тибор Линка
4. Денис Мишак
5. Юрай Тарр
6. Винсент Фаркаш
7. Мартина Коглова

 Гребной слалом
1. Матей Беньюш
2. Якуб Григар
3. Ладислав Шкантар
4. Петер Шкантар
5. Яна Дукатова

 Лёгкая атлетика
1. Матуш Бубеник
2. Мартин Кучера
3. Антон Кучмин
4. Марцел Ломницкий
5. Душан Майдан
6. Йозеф Репчик
7. Матей Тот
8. Мартин Тыштан
9. Катарина Берешова
10. Дана Вельдякова
11. Яна Вельдякова
12. Мария Галикова
13. Мартина Грашнова
14. Люция Клоцова
15. Ивета Путалова
16. Мария Чакова

 Настольный теннис
1. Ван Ян
2. Барбора Балажова
3. Эва Одорова

 Плавание
1. Томаш Клобучник
2. Рихард Надь
3. Катарина Листопадова

 Синхронное плавание
1. Нада Даабосова
2. Яна Лабатова

 Спортивная гимнастика
1. Барбора Мокошова

 Стрельба
1. Эрик Варга
2. Мариан Ковачоци
3. Павол Копп
4. Юрай Тужинский
5. Данка Бартекова

 Стрельба из лука
1. Борис Балаж
2. Александра Лонгова

 Теннис
1. Мартин Клижан
2. Андрей Мартин
3. Доминика Цибулкова
4. Анна Каролина Шмидлова

 Триатлон
1. Рихард Варга

 Тяжёлая атлетика
1. Квота 1

## Результаты соревнований

### Велоспорт

#### Шоссейный велоспорт
Мужчины
| Соревнование    | Спортсмены   | Время   | Место | Отставание |
| --------------- | ------------ | ------- | ----- | ---------- |
| групповая гонка | Патрик Тyбор | 6:30:05 | 45    | +20:00     |

#### Маунтинбайк
Мужчины
| Соревнование | Спортсмены  | Время | Место | Отставание |
| ------------ | ----------- | ----- | ----- | ---------- |
| кросс-кантри | Петер Саган |       | 35    |            |

### Водные виды спорта

#### Плавание
В следующий раунд на каждой дистанции проходят спортсмены, показавшие лучший результат, независимо от места, занятого в своём заплыве.
Мужчины
| Дистанция                        | Спортсмены      | Предварительный раунд | Предварительный раунд | Предварительный раунд | Полуфинал            | Полуфинал            | Полуфинал            | Финал                | Финал                |
| Дистанция                        | Спортсмены      | Заплыв                | Результат             | Место                 | Заплыв               | Результат            | Место                | Результат            | Место                |
| -------------------------------- | --------------- | --------------------- | --------------------- | --------------------- | -------------------- | -------------------- | -------------------- | -------------------- | -------------------- |
| 1500 метров вольным стилем       | Рихард Надь     |                       |                       |                       | Не проводится        | Не проводится        | Не проводится        |                      |                      |
| 100 метров брассом               | Томаш Клобучник | 3                     | 1:02,93               | 42                    | Завершил выступление | Завершил выступление | Завершил выступление | Завершил выступление | Завершил выступление |
| 400 метров комплексным плаванием | Рихард Надь     | 3                     | 4:13,87 NR            | 9                     | Не проводится        | Не проводится        | Не проводится        | Завершил выступление | Завершил выступление |

Открытая вода
| Дистанция     | Спортсмены  | Результат | Место     | Отставание |
| ------------- | ----------- | --------- | --------- | ---------- |
| 10 километров | Рихард Надь | 20        | 1:53:35,4 |            |

Женщины
| Дистанция              | Спортсмены           | Предварительный раунд | Предварительный раунд | Предварительный раунд | Полуфинал             | Полуфинал             | Полуфинал             | Финал                 | Финал                 |
| Дистанция              | Спортсмены           | Заплыв                | Результат             | Место                 | Заплыв                | Результат             | Место                 | Результат             | Место                 |
| ---------------------- | -------------------- | --------------------- | --------------------- | --------------------- | --------------------- | --------------------- | --------------------- | --------------------- | --------------------- |
| 100 метров баттерфляем | Катарина Листопадова | 3                     | 59,57                 | 29                    | Завершила выступление | Завершила выступление | Завершила выступление | Завершила выступление | Завершила выступление |
| 100 метров на спине    | Катарина Листопадова | 4                     | 1:01,43               | 22                    | Завершила выступление | Завершила выступление | Завершила выступление | Завершила выступление | Завершила выступление |

#### Синхронное плавание
По итогам квалификационного раунда в соревнованиях дуэтов в финал проходят 12 сильнейших сборных. В финале синхронистки исполняют только произвольную программу. Итоговая сумма складывается из результатов финальной произвольной программы и баллов, полученных дуэтами за техническую программу, исполненную в квалификационном раунде.
| Соревнование | Спортсмены                  | Квалификация          | Квалификация          | Квалификация           | Квалификация           | Квалификация | Квалификация | Финал                  | Финал                  | Итоговый результат    | Итоговый результат |
| Соревнование | Спортсмены                  | Техническая программа | Техническая программа | Произвольная программа | Произвольная программа | Всего        | Всего        | Произвольная программа | Произвольная программа | Итоговый результат    | Итоговый результат |
| Соревнование | Спортсмены                  | Баллы                 | Место                 | Баллы                  | Место                  | Баллы        | Место        | Баллы                  | Место                  | Баллы                 | Место              |
| ------------ | --------------------------- | --------------------- | --------------------- | ---------------------- | ---------------------- | ------------ | ------------ | ---------------------- | ---------------------- | --------------------- | ------------------ |
| дуэты        | Нада Даабосова Яна Лабатова | 78,3607               | 22                    | 77,7000                | 22                     | 156,0607     | 22           | Завершили выступление  | Завершили выступление  | Завершили выступление | 22                 |

### Гимнастика

#### Спортивная гимнастика
В квалификационном раунде проходил отбор, как в финал командного многоборья, так и в финалы личных дисциплин. В финал индивидуального многоборья отбиралось 24 спортсмена с наивысшими результатами, а в финалы отдельных упражнений по 8 спортсменов, причём в финале личных дисциплин страна не могла быть представлена более, чем 2 спортсменами. В командном многоборье в квалификации на каждом снаряде выступали по 4 спортсмена, а в зачёт шли три лучших результата. В финале командных соревнований на каждом снаряде выступало по три спортсмена и все три результата шли в зачёт.
Женщины
Многоборья
| Соревнование      | Спортсмены       | Квалификация   | Квалификация        | Квалификация | Квалификация       | Квалификация | Квалификация | Финал                 | Финал                 | Финал                 | Финал                 | Финал                 | Финал                 |
| Соревнование      | Спортсмены       | Опорный прыжок | Разновысокие брусья | Бревно       | Вольные упражнения | Всего        | Место        | Опорный прыжок        | Разновысокие брусья   | Бревно                | Вольные упражнения    | Всего                 | Место                 |
| ----------------- | ---------------- | -------------- | ------------------- | ------------ | ------------------ | ------------ | ------------ | --------------------- | --------------------- | --------------------- | --------------------- | --------------------- | --------------------- |
| личное многоборье | Барбора Мокошова | 13,933         | 13,800              | 12,033       | 13,033             | 52,799       | 45           | Завершила выступление | Завершила выступление | Завершила выступление | Завершила выступление | Завершила выступление | Завершила выступление |

Индивидуальные упражнения
| Соревнование        | Спортсмены       | Квалификация | Квалификация | Финал                 | Финал                 |
| Соревнование        | Спортсмены       | Очки         | Место        | Очки                  | Место                 |
| ------------------- | ---------------- | ------------ | ------------ | --------------------- | --------------------- |
| разновысокие брусья | Барбора Мокошова | 13,800       | 49           | Завершила выступление | Завершила выступление |
| бревно              | Барбора Мокошова | 12,033       | 74           | Завершила выступление | Завершила выступление |
| вольные упражнения  | Барбора Мокошова | 13,033       | 59           | Завершила выступление | Завершила выступление |

### Гребля на байдарках и каноэ

#### Гребля на гладкой воде
Соревнования по гребле на байдарках и каноэ на гладкой воде проходят в лагуне Родригу-ди-Фрейташ, которая находится на территории города Рио-де-Жанейро. В каждой дисциплине соревнования проходят в три этапа: предварительный раунд, полуфинал и финал.
Мужчины
| Соревнование                   | Спортсмены                                   | Предварительный раунд | Предварительный раунд | Предварительный раунд | Полуфинал | Полуфинал | Полуфинал | Финал | Финал | Итоговое место |
| Соревнование                   | Спортсмены                                   | Заплыв                | Время                 | Место                 | Заплыв    | Время     | Место     | Время | Место | Итоговое место |
| ------------------------------ | -------------------------------------------- | --------------------- | --------------------- | --------------------- | --------- | --------- | --------- | ----- | ----- | -------------- |
| байдарки-одиночки, 1000 метров | Петер Гелле                                  |                       |                       |                       |           |           |           |       |       |                |
| байдарки-двойки, 1000 метров   | Эрик Влчек Юрай Тарр                         |                       |                       |                       |           |           |           |       |       |                |
| байдарки-четвёрки, 1000 метров | Денис Мишак Эрик Влчек Юрай Тарр Тибор Линка |                       |                       |                       |           |           |           |       |       |                |
| каноэ-одиночки, 1000 метров    | Винсент Фаркаш                               |                       |                       |                       |           |           |           |       |       |                |

Женщины
| Соревнование                  | Спортсмены      | Предварительный раунд | Предварительный раунд | Предварительный раунд | Полуфинал | Полуфинал | Полуфинал | Финал | Финал | Итоговое место |
| Соревнование                  | Спортсмены      | Заплыв                | Время                 | Место                 | Заплыв    | Время     | Место     | Время | Место | Итоговое место |
| ----------------------------- | --------------- | --------------------- | --------------------- | --------------------- | --------- | --------- | --------- | ----- | ----- | -------------- |
| байдарки-одиночки, 200 метров | Мартина Коглова |                       |                       |                       |           |           |           |       |       |                |
| байдарки-одиночки, 500 метров | Мартина Коглова |                       |                       |                       |           |           |           |       |       |                |

#### Гребной слалом
Квалификационный раунд проходил в две попытки. Результат в каждой попытке складывался из времени, затраченного на прохождение трассы и суммы штрафных очков, которые спортсмен получал за неправильное прохождение ворот. Одно штрафное очко равнялось одной секунде. Из 2 попыток выбирался лучший результат, по результатам которого, выявлялись спортсмены с наименьшим количеством очков, которые проходили в следующий раунд. В полуфинале гребцы выполняли по одной попытки. В финал проходили спортсмены с наименьшим результатом.
Мужчины
| Соревнование      | Спортсмены                     | Предварительный этап | Предварительный этап | Предварительный этап | Предварительный этап | Предварительный этап | Предварительный этап | Предварительный этап | Полуфинал | Полуфинал | Полуфинал | Полуфинал | Финал | Финал | Финал | Финал |
| Соревнование      | Спортсмены                     | 1 попытка            | 1 попытка            | 1 попытка            | 2 попытка            | 2 попытка            | 2 попытка            | Место                | Полуфинал | Полуфинал | Полуфинал | Полуфинал | Финал | Финал | Финал | Финал |
| Соревнование      | Спортсмены                     | Время                | Штраф                | Итог                 | Время                | Штраф                | Итог                 | Место                | Время     | Штраф     | Итог      | Место     | Время | Штраф | Итог  | Место |
| ----------------- | ------------------------------ | -------------------- | -------------------- | -------------------- | -------------------- | -------------------- | -------------------- | -------------------- | --------- | --------- | --------- | --------- | ----- | ----- | ----- | ----- |
| байдарки-одиночки | Якуб Григар                    | 89,16                | 0                    | 89,16                | 85,85                | 2                    | 87,85                | 4 Q                  | 88,84     | 0         | 88,84     | 1 Q       | 89,43 | 0     | 89,43 | 5     |
| каноэ-одиночки    | Матей Беньюш                   | 95,05                | 0                    | 95,05                | 90,78                | 6                    | 96,78                | 6 Q                  | 100,68    | 0         | 100,68    | 8 Q       | 95,02 | 0     | 95,02 | 2     |
| каноэ-двойки      | Ладислав Шкантар Петер Шкантар | 100,89               | 0                    | 100,89               | 98,00                | 8                    | 106,00               | 1 Q                  |           |           |           |           |       |       |       |       |

Женщины
| Соревнование      | Спортсмены   | Предварительный этап | Предварительный этап | Предварительный этап | Предварительный этап | Предварительный этап | Предварительный этап | Предварительный этап | Полуфинал | Полуфинал | Полуфинал | Полуфинал | Финал | Финал | Финал | Финал |
| Соревнование      | Спортсмены   | 1 попытка            | 1 попытка            | 1 попытка            | 2 попытка            | 2 попытка            | 2 попытка            | Место                | Полуфинал | Полуфинал | Полуфинал | Полуфинал | Финал | Финал | Финал | Финал |
| Соревнование      | Спортсмены   | Время                | Штраф                | Итог                 | Время                | Штраф                | Итог                 | Место                | Время     | Штраф     | Итог      | Место     | Время | Штраф | Итог  | Место |
| ----------------- | ------------ | -------------------- | -------------------- | -------------------- | -------------------- | -------------------- | -------------------- | -------------------- | --------- | --------- | --------- | --------- | ----- | ----- | ----- | ----- |
| байдарки-одиночки | Яна Дукатова | 100,25               | 2                    | 102,25               | 105,87               | 0                    | 105,87               | 6 Q                  |           |           |           |           |       |       |       |       |

### Лёгкая атлетика
Мужчины
Беговые дисциплины
| Дисциплина                    | Спортсмен     | Предварительный раунд | Предварительный раунд | Предварительный раунд | Четвертьфиналы | Четвертьфиналы | Четвертьфиналы | Полуфиналы | Полуфиналы | Полуфиналы | Финал | Финал |
| Дисциплина                    | Спортсмен     | Забег                 | Время                 | Место                 | Забег          | Время          | Место          | Забег      | Время      | Место      | Время | Место |
| ----------------------------- | ------------- | --------------------- | --------------------- | --------------------- | -------------- | -------------- | -------------- | ---------- | ---------- | ---------- | ----- | ----- |
| бег на 800 метров             | Йозеф Репчик  |                       |                       |                       | не проводится  | не проводится  | не проводится  |            |            |            |       |       |
| бег на 400 метров с барьерами | Мартин Кучера |                       |                       |                       | не проводится  | не проводится  | не проводится  |            |            |            |       |       |

Шоссейные дисциплины
| Дисциплина              | Спортсмен     | Время | Место | Отставание |
| ----------------------- | ------------- | ----- | ----- | ---------- |
| ходьба на 20 километров | Антон Кучмин  |       |       |            |
| ходьба на 50 километров | Матей Тот     |       |       |            |
| ходьба на 50 километров | Душан Майдан  |       |       |            |
| ходьба на 50 километров | Мартин Тыштан |       |       |            |

Технические дисциплины
| Дисциплина      | Спортсмен        | Квалификация | Квалификация | Финал     | Финал |
| Дисциплина      | Спортсмен        | Результат    | Место        | Результат | Место |
| --------------- | ---------------- | ------------ | ------------ | --------- | ----- |
| прыжок в высоту | Матуш Бубеник    |              |              |           |       |
| метание молота  | Марцел Ломницкий |              |              |           |       |

Женщины
Беговые дисциплины
| Дисциплина        | Спортсмен      | Предварительный раунд | Предварительный раунд | Предварительный раунд | Четвертьфиналы | Четвертьфиналы | Четвертьфиналы | Полуфиналы | Полуфиналы | Полуфиналы | Финал | Финал |
| Дисциплина        | Спортсмен      | Забег                 | Время                 | Место                 | Забег          | Время          | Место          | Забег      | Время      | Место      | Время | Место |
| ----------------- | -------------- | --------------------- | --------------------- | --------------------- | -------------- | -------------- | -------------- | ---------- | ---------- | ---------- | ----- | ----- |
| бег на 400 метров | Ивета Путалова |                       |                       |                       | не проводится  | не проводится  | не проводится  |            |            |            |       |       |
| бег на 800 метров | Люция Клоцова  |                       |                       |                       | не проводится  | не проводится  | не проводится  |            |            |            |       |       |

Шоссейные дисциплины
| Дисциплина              | Спортсмен         | Время | Место | Отставание |
| ----------------------- | ----------------- | ----- | ----- | ---------- |
| марафон                 | Катарина Берешова |       |       |            |
| ходьба на 20 километров | Мария Чакова      |       |       |            |
| ходьба на 20 километров | Мария Галикова    |       |       |            |

Технические дисциплины
| Дисциплина     | Спортсмен        | Квалификация | Квалификация | Финал     | Финал |
| Дисциплина     | Спортсмен        | Результат    | Место        | Результат | Место |
| -------------- | ---------------- | ------------ | ------------ | --------- | ----- |
| прыжок в длину | Яна Вельдякова   |              |              |           |       |
| тройной прыжок | Дана Вельдякова  |              |              |           |       |
| метание молота | Мартина Грашнова |              |              |           |       |

### Настольный теннис
Соревнования по настольному теннису проходили по системе плей-офф. Каждый матч продолжается до тех пор, пока один из теннисистов не выигрывает 4 партии. Сильнейшие 16 спортсменов начинали соревнования с третьего раунда, следующие 16 по рейтингу стартовали со второго раунда.
Мужчины
| Соревнование     | Спортсмены | Квалификация       | Первый раунд       | Второй раунд           | Третий раунд         | 1/8 финала           | 1/4 финала           | Полуфинал            | Финал                |
| Соревнование     | Спортсмены | Соперник Результат | Соперник Результат | Соперник Результат     | Соперник Результат   | Соперник Результат   | Соперник Результат   | Соперник Результат   | Соперник Результат   |
| ---------------- | ---------- | ------------------ | ------------------ | ---------------------- | -------------------- | -------------------- | -------------------- | -------------------- | -------------------- |
| одиночный разряд | Ван Ян     | Не участвовал      | MEXМ. Мадрид В 4:1 | NGRК. Аруна (27) П 1:4 | Завершил выступление | Завершил выступление | Завершил выступление | Завершил выступление | Завершил выступление |

Женщины
| Соревнование     | Спортсмены       | Квалификация       | Первый раунд       | Второй раунд          | Третий раунд          | 1/8 финала            | 1/4 финала            | Полуфинал             | Финал                 |
| Соревнование     | Спортсмены       | Соперник Результат | Соперник Результат | Соперник Результат    | Соперник Результат    | Соперник Результат    | Соперник Результат    | Соперник Результат    | Соперник Результат    |
| ---------------- | ---------------- | ------------------ | ------------------ | --------------------- | --------------------- | --------------------- | --------------------- | --------------------- | --------------------- |
| одиночный разряд | Барбора Балажова | Не участвовала     | MEXЯ. Силва В 4:0  | SWEЛи Фэнь (25) П 3:4 | Завершила выступление | Завершила выступление | Завершила выступление | Завершила выступление | Завершила выступление |
| одиночный разряд | Эва Одорова      | Не участвовала     | У Юэ (USA) П 1:4   | Завершила выступление | Завершила выступление | Завершила выступление | Завершила выступление | Завершила выступление | Завершила выступление |

### Стрельба
В январе 2013 года Международная федерация спортивной стрельбы приняла новые правила проведения соревнований на 2013—2016 года, которые, в частности, изменили порядок проведения финалов. Во многих дисциплинах спортсмены, прошедшие в финал, теперь начинают решающий раунд без очков, набранных в квалификации, а финал проходит по системе с выбыванием. Также в финалах после каждого раунда стрельбы из дальнейшей борьбы выбывает спортсмен с наименьшим количеством баллов. В скоростном пистолете решающие поединки проходят по системе попал-промах. В стендовой стрельбе добавился полуфинальный раунд, где определяются по два участника финального матча и поединка за третье место.
Мужчины
| Соревнование                       | Спортсмены      | Квалификация | Квалификация | Полуфинал            | Полуфинал            | Финал                | Финал                |
| Соревнование                       | Спортсмены      | Результат    | Место        | Результат            | Место                | Соперник/ Результат  | Место                |
| ---------------------------------- | --------------- | ------------ | ------------ | -------------------- | -------------------- | -------------------- | -------------------- |
| пневматический пистолет, 10 метров | Юрай Тужинский  | 582          | 3 Q          | не проводится        | не проводится        | 159,4                | 4                    |
| пневматический пистолет, 10 метров | Павол Копп      | 569          | 38           | не проводится        | не проводится        | завершил выступление | завершил выступление |
| пистолет, 50 метров                | Павол Копп      | 556          | 7 Q          | не проводится        | не проводится        | 91,4                 | 7                    |
| пистолет, 50 метров                | Юрай Тужинский  | 541          | 33           | не проводится        | не проводится        | завершил выступление | завершил выступление |
| трап                               | Мариан Ковачоци | 114          | 18           | завершил выступление | завершил выступление | завершил выступление | завершил выступление |
| трап                               | Эрик Варга      | 114          | 21           | завершил выступление | завершил выступление | завершил выступление | завершил выступление |

Женщины
| Соревнование | Спортсмены      | Квалификация | Квалификация | Полуфинал | Полуфинал | Финал               | Финал |
| Соревнование | Спортсмены      | Результат    | Место        | Результат | Место     | Соперник/ Результат | Место |
| ------------ | --------------- | ------------ | ------------ | --------- | --------- | ------------------- | ----- |
| скит         | Данка Бартекова |              |              |           |           |                     |       |

### Стрельба из лука
В квалификации соревнований лучники выполняют 12 серий выстрелов по 6 стрел с расстояния 70-ти метров. По итогам предварительного раунда составляется сетка плей-офф, где в 1/32 финала 1-й номер посева встречается с 64-м, 2-й с 63-м и.т.д. В поединках на выбывание спортсмены выполняют по три выстрела. Участник, набравший за эту серию больше очков получает 2 очка. Если же оба лучника набрали одинаковое количество баллов, то они получают по одному очку. Победителем пары становится лучник, первым набравший 6 очков.
Мужчины
| Соревнование              | Спортсмены  | Квалификация | Квалификация | 1/32 финала              | 1/16 финала          | 1/8 финала           | Четвертьфинал        | Полуфинал            | Финал                | Место |
| Соревнование              | Спортсмены  | Результат    | Место        | Соперник Результат       | Соперник Результат   | Соперник Результат   | Соперник Результат   | Соперник Результат   | Соперник Результат   | Место |
| ------------------------- | ----------- | ------------ | ------------ | ------------------------ | -------------------- | -------------------- | -------------------- | -------------------- | -------------------- | ----- |
| индивидуальное первенство | Борис Балаж | 631          | 59           | KORКу Пон Чхан (6) П 0:6 | завершил выступление | завершил выступление | завершил выступление | завершил выступление | завершил выступление | 33    |

Женщины
| Соревнование              | Спортсмены         | Квалификация | Квалификация | 1/32 финала             | 1/16 финала            | 1/8 финала            | Четвертьфинал         | Полуфинал             | Финал                 | Место |
| Соревнование              | Спортсмены         | Результат    | Место        | Соперник Результат      | Соперник Результат     | Соперник Результат    | Соперник Результат    | Соперник Результат    | Соперник Результат    | Место |
| ------------------------- | ------------------ | ------------ | ------------ | ----------------------- | ---------------------- | --------------------- | --------------------- | --------------------- | --------------------- | ----- |
| индивидуальное первенство | Александра Лонгова | 640          | 22           | INDЛ. Маджхи (43) В 7:1 | CHNЦи Юйхун (11) П 0:6 | завершила выступление | завершила выступление | завершила выступление | завершила выступление | 17    |

### Теннис
Соревнования пройдут на кортах олимпийского теннисного центра. Теннисные матчи будут проходить на кортах с твёрдым покрытием DecoTurf, на которых также проходит и Открытый чемпионат США.
Мужчины
| Соревнование     | Спортсмены                  | 1/32 финала            | 1/16 финала                       | 1/8 финала            | Четвертьфинал         | Полуфинал             | Финал                 | Место                 |
| Соревнование     | Спортсмены                  | Соперник Результат     | Соперник Результат                | Соперник Результат    | Соперник Результат    | Соперник Результат    | Соперник Результат    | Место                 |
| ---------------- | --------------------------- | ---------------------- | --------------------------------- | --------------------- | --------------------- | --------------------- | --------------------- | --------------------- |
| одиночный разряд | Мартин Клижан               |                        |                                   |                       |                       |                       |                       |                       |
| одиночный разряд | Андрей Мартин               | USAД. Кудла В 6:0, 6:3 | GERФ. Кольшрайбер (13) В w/o      | JPNК. Нисикори (4) :  |                       |                       |                       |                       |
| парный разряд    | Андрей Мартин Игорь Зеленай | не проводится          | PORГ. Элиаш / Ж. Соуза П 4:6, 2:6 | завершили выступление | завершили выступление | завершили выступление | завершили выступление | завершили выступление |

Женщины
| Соревнование     | Спортсмены                                | 1/32 финала                | 1/16 финала                    | 1/8 финала            | Четвертьфинал         | Полуфинал             | Финал                 | Место                 |
| Соревнование     | Спортсмены                                | Соперник Результат         | Соперник Результат             | Соперник Результат    | Соперник Результат    | Соперник Результат    | Соперник Результат    | Место                 |
| ---------------- | ----------------------------------------- | -------------------------- | ------------------------------ | --------------------- | --------------------- | --------------------- | --------------------- | --------------------- |
| одиночный разряд | Доминика Цибулкова                        |                            |                                |                       |                       |                       |                       |                       |
| одиночный разряд | Анна Каролина Шмидлова                    | ITAР. Винчи (6) В 7:5, 6:4 | RUSЕ. Макарова П 6:3, 4:6, 2:6 | завершила выступление | завершила выступление | завершила выступление | завершила выступление | завершила выступление |
| парный разряд    | Доминика Цибулкова Анна Каролина Шмидлова | Не проводится              |                                |                       |                       |                       |                       |                       |

### Триатлон
Соревнования по триатлону пройдут на территории форта Копакабана. Дистанция состоит из 3-х этапов — плавание (1,5 км), велоспорт (43 км), бег (10 км).
Мужчины
| Соревнование              | Спортсмены   | Плавание | Смена | Велоспорт | Смена | Бег | Итоговое время | Место | Отставание |
| ------------------------- | ------------ | -------- | ----- | --------- | ----- | --- | -------------- | ----- | ---------- |
| индивидуальное первенство | Рихард Варга |          |       |           |       |     |                |       |            |

### Тяжёлая атлетика
Каждый НОК самостоятельно выбирает категорию в которой выступит её тяжелоатлет. В рамках соревнований проводятся два упражнения — рывок и толчок. В каждом из упражнений спортсмену даётся 3 попытки. Победитель определяется по сумме двух упражнений. При равенстве результатов победа присуждается спортсмену, с меньшим собственным весом.
Мужчины
| Категория | Спортсмены | Вес | Рывок | Рывок | Рывок | Толчок | Толчок | Толчок | Всего | Место |
| Категория | Спортсмены | Вес | 1     | 2     | 3     | 1      | 2      | 3      | Всего | Место |
| --------- | ---------- | --- | ----- | ----- | ----- | ------ | ------ | ------ | ----- | ----- |
|           |            |     |       |       |       |        |        |        |       |       |